# سیارک ۳۰۷۲۲
سیارک ۳۰۷۲۲ (به انگلیسی: 30722 Biblioran، نامگذاری:1978RN5) سی هزار و هفتصد و بیست و دومین سیارک کشف شده‌است که در ۶ سپتامبر ۱۹۷۸ کشف شد.